# Romerée
Romerée (en wallon Romrêye) est une section de la commune belge de Doische située en Wallonie dans la province de Namur. 
C'était une commune à part entière avant la fusion des communes de 1977.
Le village fait partie de l'Entre-Sambre-et-Meuse.

## Géographie
Le village qui possédait sa gare sur la ligne ferroviaire 156 (Hermeton-sur-Meuse-Chimay) est borné au nord par Surice, à l’est par Gimnée, au sud par Niverlée et à l’ouest par Matagne-la-Petite.

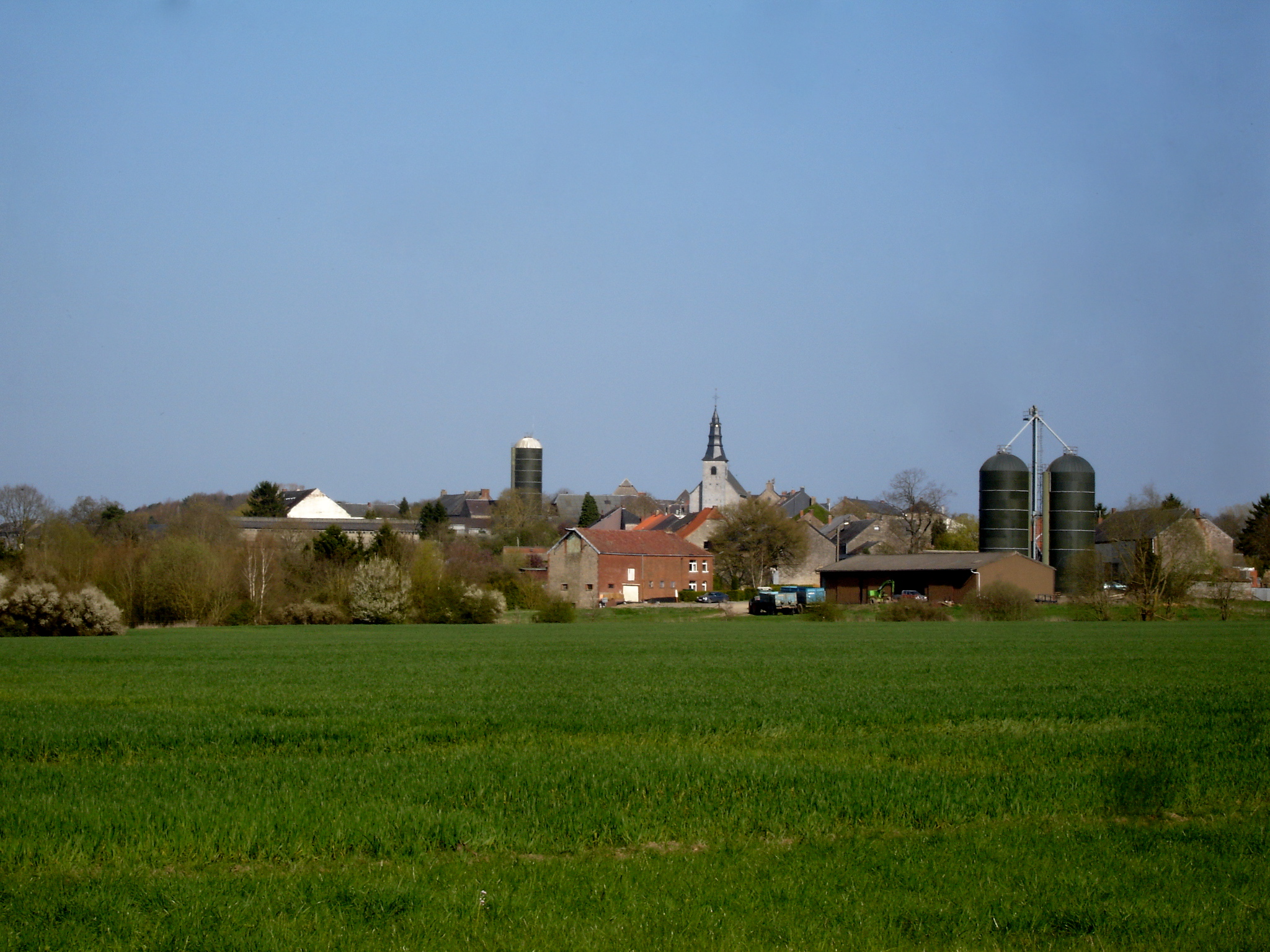
Le village vu depuis l'ouest.
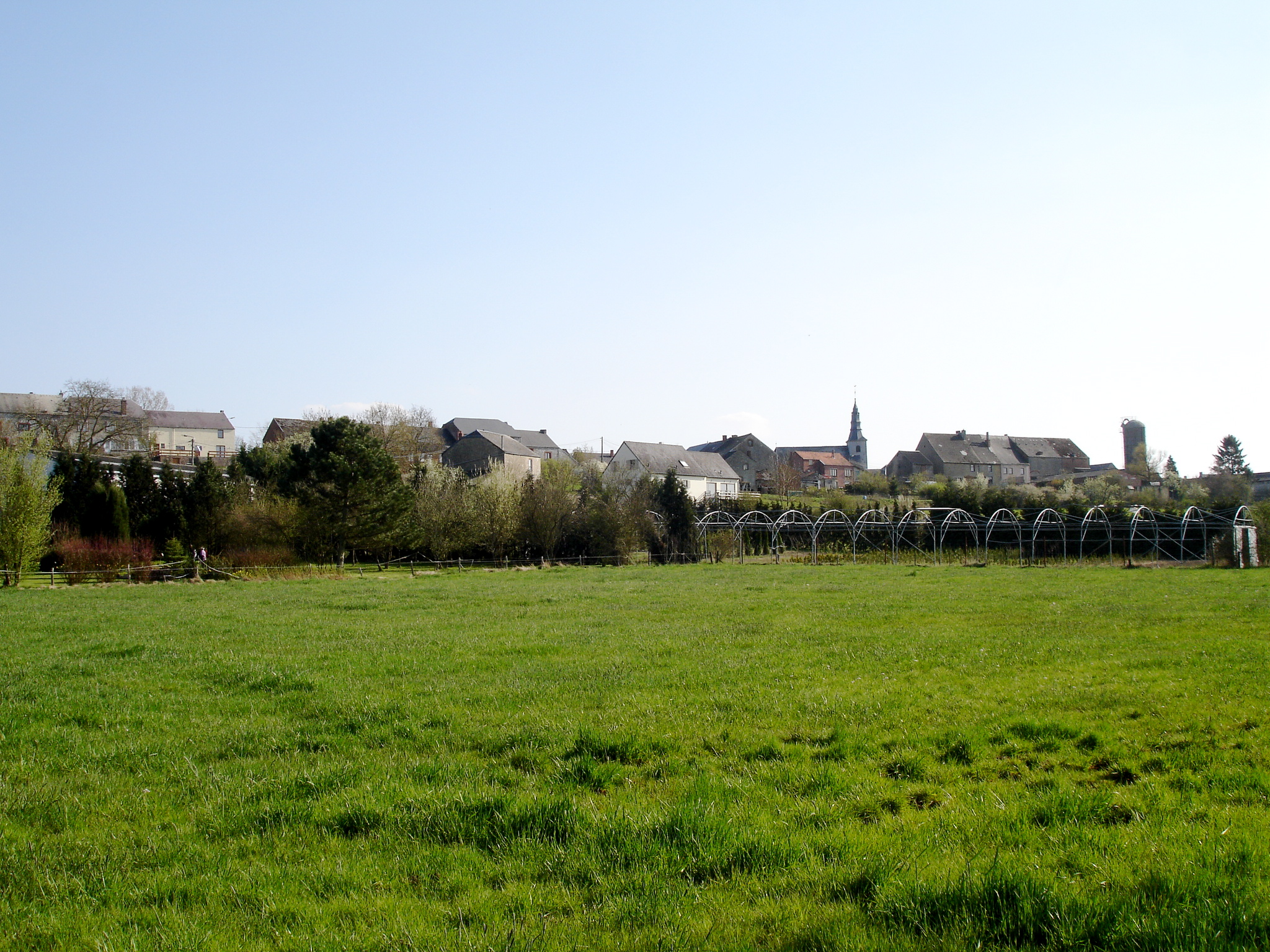
Le village depuis le RAVeL.

## Évolution démographique
- Source: DGS, 1831 à 1970=recensements population, 1976= habitants au 31 décembre

## Histoire
Des outils primitifs retrouvés dans le village dénotent une présence humaine préhistorique dans la région, à la lisière des bois de la Fagne.
Le village est donné en 919 à l’abbaye de Brogne (à Saint-Gérard), par son fondateur, saint Gérard, en même temps que son alleu de Manise (Fumay-Revin). Cette donation est confirmée aussi bien par les comtes de Namur que par les empereurs ; la localité restera, en partie du moins, propriété de l’abbaye jusqu’à la fin de l’Ancien Régime.
En effet, une partie du village avait déjà été donnée par Robert de Thynes à l’abbaye de Florennes (le village fait donc partie de la principauté de Liège) : l’empereur Henri II confirme cette donation en 1018. En 1029, ce territoire est affecté à la prébende d’un chanoine du nouveau chapitre de Saint-Gengulphe à Florennes.
En outre, l’abbaye de Waulsort y possède également des biens tandis que les sires de Hierges en sont les avoués (à ce titre, le village relève de la cour féodale de Bouillon).
En 1680, la France s’empare de Romerée, comme elle l’avait fait pour Saint-Gérard, et l’intègre à l’Intendance du Hainaut. La cession (et celle de Manise) est ratifiée 19 ans plus tard par le Traité de Lille. La France ne rendra l'entité de Romerée au prince-évêque de Liège qu’en 1772.
Les habitants étaient bourgeois depuis au moins 1254 mais étaient astreints à des corvées. Ils vivaient surtout de l’agriculture ainsi que des bois qui couvraient la moitié du territoire.
En 1830, le village compte 411 habitants répartis dans 110 maisons, la plupart mal bâties et peu commodes. On dénombre 39 chevaux, 11 poulains, 141 bêtes à cornes, 64 veaux, 11 porcs et 182 moutons. Pas d’industrie.

### Quelques dates repères[4]
919 — Saint Gérard fait don de sa propriété de Romerée à l’abbaye de Brogne qu’il fonde (et qui portera son nom par la suite).
1018 — L’empereur Henri II dote l’abbaye Saint-Jean de Florennes de biens situés à Romerée.
1249 — Gérard de Niverlée fait donation de l’avouerie de Romerée au monastère de Brogne.
1254 — Les habitants ont le droit de bourgeoisie, mais doivent encore des corvées.
1559 — Incorporation au nouvel évêché de Namur.
1639 — Romerée fait partie du nouveau doyenné de Pondrome qui subsistera jusqu’en 1803 (ce dernier comprend Bourseigne-Neuve, Bourseigne-Vieille, Falmagne, Hargnies, Hastière, Haybes, Hour, Hulsonniaux, Mesnil-St-Blaise, Pondrome, Romerée et Wanlin).
1660 à 1679 — Romerée fait partie du diocèse et du comté de Namur.
1680 — Louis XIV, roi de France, s’empare de Romerée après Saint-Gérard. Les habitants doivent aller prêter serment de fidélité à Charlemont.
1686 — Le village fait partie de l’intendance du Hainaut.
1691 — Emprunt important de la communauté aux Carmélites de Fumay
1699 — Le prince-évêque de Liège accepte la cession à la France de Romerée (ainsi que d’Agimont, Gochenée, Villers-le-Gambon, Givet-ND...).
1738 — Reconstruction de l’église.
1743 — Consécration de l’église le 29 septembre par Mgr de Berlo, évêque de Namur.
1755 — L’évêque de Namur, seigneur de Romerée en tant qu’abbé de Brogne (St-Gérard) cède le village à Sébastien-François Lepoire, époux Marie Léonard.
1772 — Le roi de France rend Romerée au prince-évêque de Liège.
1793 — Le village est incorporé dans le département des Ardennes au sein du district de Couvin et forme, avec Doische, Gimnée, Matagne-la-Grande, Matagne-la-Petite et Niverlée, le canton municipal de Romerée. Après l’an IX, la commune fait partie du canton de Givet.
1801 — À la suite du concordat, Romerée fait partie du diocèse de Metz (jusqu’en 1823).
1815 — Après le 2e traité de Paris, Romerée est incorporé à la province de Namur.
1914 — Invasion allemande le 25 août. L’ennemi abat deux inconnus à la gare. Des habitants sont parqués dans l’église ou dans un champ. La gare et plusieurs maisons sont incendiées.
1943 — En novembre, enlèvement par l’occupant de la grosse cloche de 1.056 kg; l’année suivante, en février, enlèvement de la petite cloche remplacée par une autre provenant de Bouvignes.
1955 — Bénédiction par Mgr Charue, évêque de Namur, de la grosse cloche enlevée par les Allemands et retrouvée fêlée à Anvers.
1958 — Restauration de l’église par l’architecte Londot. Nouveaux vitraux.
1977 — Au 1er janvier, Romerée est intégré à la nouvelle commune Doische avec Gimnée, Gochenée, Matagne-la-Grande, Matagne-la-Petite, Niverlée, Soulme, Vaucelles et Vodelée.
Source : Lucien Buchet, s.J., & André Lépine: Romerée — Notes d’histoire. La paroisse (voir Bibliographie)

## Patrimoine
- Église Saint-Rémi. Edifice de tendance classique daté de 1739 par des ancres sur la tour[5].
- Puits situé rue des Tilleuls creusé dans du schiste au début du XIXe siècle[6].

## Anecdote
L’assassinat d’un gendarme à Romerée en l’an VII — Un des gendarmes préposés à la recherche de réfractaires — et du curé de Matagne-la-Grande, que l’on vient d’arrêter — est assassiné à Romerée. En représailles, la Garde Nationale de Mariembourg et de Givet est cantonnée dans ce village et à Matagne-la-Grande. Côté révolutionnaire, une complainte a été écrite à cette occasion. En voici le 2e couplet :
La colonne mobile de Givet,
Ayant appris cette affaire,
Prit fusils et pistolets
Pour venger la mort de leur frère.
À son arrivée en ce lieu,
Où se commit le crime,
On lui fit voir le sang précieux
Que perdit la brave victime.
F. Schollaert, Notice historique sur la ville de Mariembourg, 1843, réédité dans le cahier du Musée de Cerfontaine n° 265, 2003.

## Personalité
- Le sculpteur Jean Willame est né à Romerée.